# Dermestes carnivorus
Dermestes carnivorus is een keversoort uit de familie spektorren (Dermestidae). De wetenschappelijke naam van de soort werd in 1775 gepubliceerd door Johann Christian Fabricius.